# Anderster
Anderster è il quinto ed ultimo album in studio del gruppo pop punk tedesco WIZO, pubblicato il 1º novembre 2004.

## Tracce
1. Kopf ab, Schwanz ab, Has! – 1:13
2. Nana – 2:26
3. Jimmy – 4:18
4. Unsichtbare Frau – 2:40
5. Kleines Missgestück – 2:46
6. Der lustige Tagedieb – 3:20
7. Heut Nacht – 2:23
8. Egon – 2:39
9. Phlughaphöm – 2:27
10. Chezus – 3:45
11. Schlau, Versaut und Gutaussehend – 3:31
12. Raumgleita – 3:24
13. Miss Pickafight – 2:39
14. Z.G.V. – 4:05

## Crediti[2]
- Axel Kurth - voce, chitarra, basso, batteria, percussioni, armonica, tastiere, fotografia, arwork, programmazione, produttore, missaggio, compilazione
- Jörn Genserowski - basso, cori
- Thomas Guhl - batteria, cori
- Fratz A. Thum - produttore
- Steffen - artwork
- Nico Berthold - mastering, editing, assistente, tecnico
- Dirk T. Jambor - mastering